# Alessandro Cerigioni
Alessandro Cerigioni (30 settembre 1992) è un calciatore belga, attaccante del Weerstand Koersel.

## Carriera

### Club
Il 1º luglio 2018 viene acquistato a titolo definitivo dalla squadra belga del Lommel.

### Nazionale
Ha giocato nelle nazionali giovanili belghe Under-19 ed Under-20.